# James Wilson (fotbollsspelare)
James Anthony Wilson, född 1 december 1995, är en engelsk fotbollsspelare som spelar för Port Vale.

## Karriär
Den 3 juli 2019 värvades Wilson av skotska Aberdeen, där han skrev på ett tvåårskontrakt. Den 31 januari 2020 värvades Wilson av Salford City, där han skrev på ett 1,5-årskontrakt. Den 7 juni 2021 värvades Wilson av Port Vale, där han skrev på ett tvåårskontrakt.